# 千歳市立北斗中学校
千歳市立北斗中学校（ちとせしりつほくとちゅうがっこう）は、北海道千歳市北斗に所在する公立中学校。

## 沿革
1983年6月に新設校「北斗中学校」の校舎建設が着工した。同月23日、千歳市議会第2回定例会で千歳市立学校設置条例の一部改正により北斗中学校の設置が決定した。1984年3月に校舎が完成し、4月に「千歳市立北斗中学校」（生徒560名、14学級）が開校した。1985年、屋内体育館が完成。1986年1月に校舎増築工事（普通教室3、職業室1、木工室1、金工室1）が完成した。
年表
- 1983年（昭和58年）- 校舎建設着工、新設中学校の設置決定。
- 1984年（昭和59年）- 校舎完成、千歳市立北斗中学校が開校、プール完成[3]。
- 1985年（昭和60年）- 屋内体育館完成。
- 1986年（昭和61年）- 校舎増築工事完成、校旗制定[3]。
- 1988年（昭和63年）- 校則改正施行[3]。
- 1991年（平成3年）- 学校庭園完成[3]。
- 1996年（平成8年）- 温水プール完成[3]。
- 1998年（平成10年）- カウンセラー室完成[3]。
- 2003年（平成15年）- 教室・体育館防音機能（空調）復旧工事完成[3]。
- 2006年（平成18年）- 体育館天井補修（アスベスト除去）工事完了[3]。
- 2009年（平成21年）- 美術室拡張工事完了、体育館改修工事完了[3]。
- 2016年（平成28年）- 校舎施設改修工事[注 1][3]。
- 2018年（平成30年）- 体育館耐震改修工事[3]。

## 教育目標
自ら学び 心豊かに たくましく 生き抜く人
- すすんで学び 行動する人[4]
- 認め支え合い 共に歩む人[4]
- 苦難に立ち向かい 生き抜く人[4]

## 学校行事
学校行事は以下の通り。
- 4月 - 前期始業式、入学式、修学旅行
- 5月 - 体育祭
- 6月 - 前期中間テスト
- 7月 - 宿泊学習（2年）、校外学習（1年）、学力テスト（3年）、夏季休業
- 8月 -
- 9月 - 前期期末テスト、学力テストA（3年）
- 10月 - 学校祭、学力テストB（3年）、前期終業式、秋季休業、後期始業式
- 11月 - 学力テストC（3年）、学力テスト（1・2年）、後期中間テスト（1・2年）、三者懇談
- 12月 - 学年末テスト（3年）、冬季休業
- 1月 - スキー学習（1・2年）
- 2月 - 学力テスト（1・2年）、学年末テスト（1・2年）
- 3月 - 卒業式、修了式、学年末休業

## 部活動
体育部
- サッカー部
- バスケットボール部
- 女子バレーボール部
- バドミントン部

文化部
- 音楽部
- 北斗ふれあいサークル

## 通学区域
通学区域は以下の通り。
- 北斗3丁目 - 6丁目
- 自由ヶ丘
- 桜木
- 信濃
- 富士
- 北信濃の一部
- 上長都の一部

## 出身小学校
出身小学校は以下の通り。
- 千歳市立桜木小学校
- 千歳市立信濃小学校
- 千歳市立緑小学校

## 交通アクセス
バス
- 北海道中央バス 桜木線・桜木空港線「北桜コミュニティセンター」停留所下車、徒歩4分[9]。